# 中国—阿尔及利亚关系
中國—阿尔及利亚关系（阿拉伯语：‎），是指歷史上的中國和阿爾及利亞、以至現在中華人民共和國與阿尔及利亚民主人民共和国之間的雙邊關係。中華人民共和國是首個承認阿尔及利亚獨立的非阿拉伯國家及社会主义国家，阿尔及利亚則是首個與中華人民共和國建立「全面戰略夥伴關係」的阿拉伯國家；截至2012年末，中华人民共和国是阿尔及利亚的第二大進口來源地。

## 歷史
中国和阿尔及利亚在後者正式獨立前已有接觸。1962年，法國華工張長鬆的兒子張熱拉爾從法國來到阿爾及利亞，參與阿爾及利亞獨立戰爭，在當地修築戰壕。另一邊廂，中華人民共和國既鼓励當地人民以武力爭取獨立，又提醒阿尔及利亚不要令美国介入當地內政，並接待當地人士來華；中國支持阿尔及利亚獨立建國，除了是因為战略的考虑，亦是出於反帝國主義的意识形态。雖然法国曾試图以改善對華关系來换取中国不再支持阿尔及利亚獨立，但時任中華人民共和國國務院總理的周恩来表明中国不會为了與法建交而停止對阿尔及利亚獨立的支持:1941。
1958年9月，阿尔及利亚共和国临时政府成立，中華人民共和國隨即承認之，是首個承認阿尔及利亚獨立為國的非阿拉伯国家；同年12月20日，中國和阿尔及利亚建立外交關係。1971年10月下旬，聯合國大會通過提案，承認中華人民共和國是聯合國內唯一合法地代表中國的政府，並停止讓中華民國在聯合國中佔有一席；該提案由阿爾及利亞等23國聯合提出。
2009年，與阿爾蓋達有聯繫的伊斯兰马格里布基地组织揚言襲擊50,000名在阿爾及利亞工作的中國工人，從而為烏魯木齊七五事件中的維吾爾族死者報仇。
2012年12月，阿尔及利亚驻华大使馆向毛泽东和周恩来颁發阿尔及利亚独立贡献奖，奖牌和证书由兩人的家属收下；阿尔及利亚驻华大使以「偉人」一詞形容毛泽东和周恩来，又指當地人民不會忘懷两人對阿尔及利亚獨立的支持。
2014年2月，阿尔及利亚和中華人民共和國建立「全面战略伙伴关系」，成為首個與中華人民共和國締結此種關係的阿拉伯国家。

## 經貿關係
- 中國出口到阿尔及利亚的产品（2012年）[10]
- 阿尔及利亚出口到中國的产品（2012年）[11]

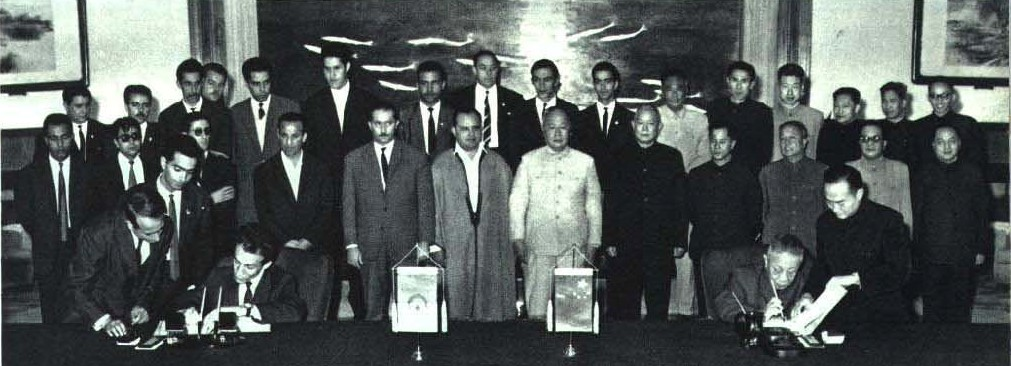
1964-11 1964年9月 中国和阿尔及利亚签署经济贸易合作协定

在2012年，中国和阿尔及利亚的双边貿易總额为85.6亿美元，比去年增长了約四分之一；中国出口了59.6亿美元到阿尔及利亚，阿尔及利亚則出口26亿美元來華，獲得33.6亿美元的逆差。中国出口到阿尔及利亚的商品有家具、玩具、钢材、机械设备、机电产品等；中國出口的家具和玩具在阿尔及利亚市場上佔上風，但机电产品則要面對外國貨品的竞争。阿尔及利亚主要出口化石燃料來華，在2012年，該國約98%對華出口的產品為化石燃料（按金額計算）；除化石燃料外，阿尔及利亚出口到中国的商品也包括矿砂、皮革制品、饮料等。截至2012年末，中国是阿尔及利亚的第二大進口來源地、第十大出口目的地。
中石化、中石油、中航技等中國企業均曾經在阿尔及利亚承包工程。

## 文化關係
截至2015年2月下旬，阿尔及利亚境內共有14名公派留学的中国留学生，亦有5名來自中國的汉语教师。四川外国语大学曾和阿尔及尔第二大学訂下合作协议，阿尔及尔第二大学將設立中国语言和文化学士学位，並在语言教学中心开辦汉语课程；該校的语言教学中心亦會在稍後時間向中国学生提供阿拉伯语课程，並安排兩国学生運用這两种语言交流。

## 援助
中華人民共和國有派遣醫療隊和針灸隊到阿尔及利亚，作為對當地的援助。中国对外医疗队第一次工作就是在阿尔及利亚賽伊達省的一所医院，當地有許多病者到該所医院接受针灸治疗；當時，有一名中國醫生願意為大部分外国医疗队拒绝接诊的疑难病人看病，使用针灸、按摩等方法治療他們，令中國醫療隊的声誉有所提升。2003年至2005年，中國针灸隊開始在阿尔及利亚总统府的医务室工作，為該國政府高層及他們的家眷提供醫療服務；除此之外，他們也為中资机构的工人治病。
除了醫療援助外，中華人民共和國政府也有援助阿尔及利亚興建文化設施。2010年，中國向阿尔及利亚提供3亿人民币，无偿援助該国興建歌剧院。
不僅是中國援助阿尔及利亚，阿尔及利亚也有向中華人民共和國提供援助。2003年5月，阿尔及利亚發生地震，造成大量伤亡和經濟损失；為了對當地的救灾工作提供支援，中華人民共和國政府向阿尔及利亚政府赠送了帐篷、药物等物资。後來，汶川大地震和玉树地震分別在2008年和2010年發生後，阿尔及利亚政府也有向中国捐款。

## 外部連結
- 中华人民共和国驻阿尔及利亚民主人民共和国大使馆官方网站（简体中文）（法文）
  - 中华人民共和国驻阿尔及利亚民主人民共和国大使馆经济商务处官方网站（简体中文）
- 阿尔及利亚驻华大使馆官方網站（简体中文）（英文）（阿拉伯文）